# Eleições autárquicas portuguesas de 2005 nos Açores
| Eleições autárquicas portuguesas de 2005 Distritos: Aveiro \| Beja \| Braga \| Bragança \| Castelo Branco \| Coimbra \| Évora \| Faro \| Guarda \| Leiria \| Lisboa \| Portalegre \| Porto \| Santarém \| Setúbal \| Viana do Castelo \| Vila Real \| Viseu \| Açores \| Madeira |

## Resultados por Concelho
Os resultados nos Concelhos da Região Autónoma dos Açores foram os seguintes:

### Angra do Heroísmo
| Partido                 | Partido                        | Votos  | %               | +/-  | Vereadores | +/-     |
| ----------------------- | ------------------------------ | ------ | --------------- | ---- | ---------- | ------- |
|                         | Partido Socialista             | 9 495  | 57,55 / 100,00  | 1,92 | 5 / 7      | Estável |
|                         | Partido Social Democrata       | 5 621  | 34,07 / 100,00  | 6,67 | 2 / 7      | Estável |
|                         | Partido Popular                | 621    | 3,76 / 100,00   | 3,86 | 0 / 7      | Estável |
|                         | Bloco de Esquerda              | 219    | 1,33 / 100,00   | -    | 0 / 7      | -       |
|                         | Coligação Democrática Unitária | 143    | 0,87 / 100,00   | 1,84 | 0 / 7      | Estável |
| Votos Inválidos         | Votos Inválidos                | 401    | 2,43 / 100,00   | 0,36 |            |         |
| Total                   | Total                          | 16 500 | 100,00 / 100,00 |      | 7 / 7      |         |
| Eleitorado/Participação | Eleitorado/Participação        | 28 735 | 57,42 / 100,00  | 1,82 |            |         |

### Calheta
| Partido                 | Partido                  | Votos | %               | +/-  | Vereadores | +/-     |
| ----------------------- | ------------------------ | ----- | --------------- | ---- | ---------- | ------- |
|                         | Partido Social Democrata | 1 280 | 51,82 / 100,00  | 1,40 | 3 / 5      | Estável |
|                         | Partido Socialista       | 1 127 | 45,63 / 100,00  | 6,85 | 2 / 5      | Estável |
| Votos Inválidos         | Votos Inválidos          | 63    | 2,55 / 100,00   | 0,24 |            |         |
| Total                   | Total                    | 2 470 | 100,00 / 100,00 |      | 5 / 5      |         |
| Eleitorado/Participação | Eleitorado/Participação  | 3 643 | 67,80 / 100,00  | 0,60 |            |         |

### Corvo
| Partido                 | Partido                 | Votos | %               | +/-   | Vereadores | +/- |
| ----------------------- | ----------------------- | ----- | --------------- | ----- | ---------- | --- |
|                         | Partido Socialista      | 173   | 60,28 / 100,00  | 29,80 | 3 / 5      | 1   |
|                         | PSD-CDS                 | 109   | 37,98 / 100,00  | -     | 2 / 5      | -   |
| Votos Inválidos         | Votos Inválidos         | 5     | 1,74 / 100,00   | 0,72  |            |     |
| Total                   | Total                   | 287   | 100,00 / 100,00 |       | 5 / 5      |     |
| Eleitorado/Participação | Eleitorado/Participação | 350   | 82,00 / 100,00  | 1,43  |            |     |

### Horta
| Partido                 | Partido                        | Votos  | %               | +/-   | Vereadores | +/-     |
| ----------------------- | ------------------------------ | ------ | --------------- | ----- | ---------- | ------- |
|                         | Partido Socialista             | 2 926  | 38,14 / 100,00  | 8,26  | 3 / 7      | 1       |
|                         | Partido Social Democrata       | 2 304  | 30,04 / 100,00  | 8,20  | 2 / 7      | 1       |
|                         | Coligação Democrática Unitária | 2 051  | 26,74 / 100,00  | 15,78 | 2 / 7      | 2       |
|                         | Partido Popular                | 155    | 2,02 / 100,00   | 0,08  | 0 / 7      | Estável |
|                         | Bloco de Esquerda              | 78     | 1,02 / 100,00   | -     | 0 / 7      | -       |
| Votos Inválidos         | Votos Inválidos                | 157    | 2,04 / 100,00   | 0,42  |            |         |
| Total                   | Total                          | 7 671  | 100,00 / 100,00 |       | 7 / 7      |         |
| Eleitorado/Participação | Eleitorado/Participação        | 11 665 | 65,76 / 100,00  | 1,28  |            |         |

### Lagoa
| Partido                 | Partido                        | Votos  | %               | +/-  | Vereadores | +/-     |
| ----------------------- | ------------------------------ | ------ | --------------- | ---- | ---------- | ------- |
|                         | Partido Socialista             | 3 542  | 63,83 / 100,00  | 6,41 | 5 / 7      | 2       |
|                         | Partido Social Democrata       | 1 580  | 28,47 / 100,00  | 5,70 | 2 / 7      | Estável |
|                         | Partido Popular                | 153    | 2,76 / 100,00   | 0,10 | 0 / 7      | Estável |
|                         | Coligação Democrática Unitária | 66     | 1,19 / 100,00   | 0,73 | 0 / 7      | Estável |
| Votos Inválidos         | Votos Inválidos                | 208    | 3,75 / 100,00   | 0,12 |            |         |
| Total                   | Total                          | 5 549  | 100,00 / 100,00 |      | 7 / 7      | 2       |
| Eleitorado/Participação | Eleitorado/Participação        | 10 756 | 51,59 / 100,00  | 1,61 |            |         |

### Lajes das Flores
| Partido                 | Partido                  | Votos | %               | +/-   | Vereadores | +/- |
| ----------------------- | ------------------------ | ----- | --------------- | ----- | ---------- | --- |
|                         | Partido Social Democrata | 502   | 49,12 / 100,00  | 14,94 | 3 / 5      | 1   |
|                         | Partido Socialista       | 486   | 47,55 / 100,00  | 26,93 | 2 / 5      | 1   |
| Votos Inválidos         | Votos Inválidos          | 34    | 3,33 / 100,00   | 0,63  |            |     |
| Total                   | Total                    | 1 022 | 100,00 / 100,00 |       | 5 / 5      |     |
| Eleitorado/Participação | Eleitorado/Participação  | 1 308 | 78,13 / 100,00  | 0,75  |            |     |

### Lajes do Pico
| Partido                 | Partido                  | Votos | %               | +/-   | Vereadores | +/-     |
| ----------------------- | ------------------------ | ----- | --------------- | ----- | ---------- | ------- |
|                         | Partido Social Democrata | 1 612 | 50,87 / 100,00  | 8,97  | 3 / 5      | Estável |
|                         | Partido Socialista       | 1 479 | 46,67 / 100,00  | 10,73 | 2 / 5      | Estável |
| Votos Inválidos         | Votos Inválidos          | 78    | 2,46 / 100,00   | 0,35  |            |         |
| Total                   | Total                    | 3 169 | 100,00 / 100,00 |       | 5 / 5      |         |
| Eleitorado/Participação | Eleitorado/Participação  | 4 387 | 72,24 / 100,00  | 1,24  |            |         |

### Madalena
| Partido                 | Partido                        | Votos | %               | +/-  | Vereadores | +/-     |
| ----------------------- | ------------------------------ | ----- | --------------- | ---- | ---------- | ------- |
|                         | Partido Social Democrata       | 1 974 | 57,18 / 100,00  | 2,37 | 3 / 5      | Estável |
|                         | Partido Socialista             | 1 256 | 36,38 / 100,00  | 1,22 | 2 / 5      | Estável |
|                         | Coligação Democrática Unitária | 113   | 3,27 / 100,00   | 1,53 | 0 / 5      | Estável |
| Votos Inválidos         | Votos Inválidos                | 109   | 3,15 / 100,00   | 1,05 |            |         |
| Total                   | Total                          | 3 452 | 100,00 / 100,00 |      | 5 / 5      |         |
| Eleitorado/Participação | Eleitorado/Participação        | 4 700 | 73,45 / 100,00  | 2,24 |            |         |

### Nordeste
| Partido                 | Partido                  | Votos | %               | +/-  | Vereadores | +/-     |
| ----------------------- | ------------------------ | ----- | --------------- | ---- | ---------- | ------- |
|                         | Partido Social Democrata | 2 212 | 63,40 / 100,00  | 9,01 | 3 / 5      | Estável |
|                         | Partido Socialista       | 1 151 | 32,99 / 100,00  | 7,90 | 2 / 5      | Estável |
| Votos Inválidos         | Votos Inválidos          | 126   | 3,61 / 100,00   | 0,79 |            |         |
| Total                   | Total                    | 3 489 | 100,00 / 100,00 |      | 5 / 5      |         |
| Eleitorado/Participação | Eleitorado/Participação  | 4 954 | 70,43 / 100,00  | 3,02 |            |         |

### Ponta Delgada
| Partido                 | Partido                        | Votos  | %               | +/-   | Vereadores | +/-     |
| ----------------------- | ------------------------------ | ------ | --------------- | ----- | ---------- | ------- |
|                         | Partido Social Democrata       | 16 345 | 67,19 / 100,00  | 16,53 | 7 / 9      | 2       |
|                         | Partido Socialista             | 6 119  | 25,16 / 100,00  | 14,77 | 2 / 9      | 2       |
|                         | Bloco de Esquerda              | 485    | 1,99 / 100,00   | 1,07  | 0 / 9      | Estável |
|                         | Coligação Democrática Unitária | 472    | 1,94 / 100,00   | 1,97  | 0 / 9      | Estável |
|                         | Partido Popular                | 350    | 1,44 / 100,00   | 1,00  | 0 / 9      | Estável |
| Votos Inválidos         | Votos Inválidos                | 554    | 2,27 / 100,00   | 0,13  |            |         |
| Total                   | Total                          | 24 325 | 100,00 / 100,00 |       | 9 / 9      |         |
| Eleitorado/Participação | Eleitorado/Participação        | 51 411 | 47,31 / 100,00  | 0,79  |            |         |

### Povoação
| Partido                 | Partido                        | Votos | %               | +/-  | Vereadores | +/-     |
| ----------------------- | ------------------------------ | ----- | --------------- | ---- | ---------- | ------- |
|                         | Partido Social Democrata       | 2 000 | 51,57 / 100,00  | 4,91 | 3 / 5      | Estável |
|                         | Partido Socialista             | 1 796 | 46,31 / 100,00  | 0,25 | 2 / 5      | Estável |
|                         | Coligação Democrática Unitária | 23    | 0,59 / 100,00   | 0,76 | 0 / 5      | Estável |
| Votos Inválidos         | Votos Inválidos                | 59    | 1,52 / 100,00   | 2,01 |            |         |
| Total                   | Total                          | 3 878 | 100,00 / 100,00 |      | 5 / 5      |         |
| Eleitorado/Participação | Eleitorado/Participação        | 5 600 | 69,25 / 100,00  | 1,64 |            |         |

### Ribeira Grande
| Partido                 | Partido                        | Votos  | %               | +/-  | Vereadores | +/-     |
| ----------------------- | ------------------------------ | ------ | --------------- | ---- | ---------- | ------- |
|                         | Partido Socialista             | 6 078  | 51,45 / 100,00  | 6,72 | 4 / 7      | 1       |
|                         | Partido Social Democrata       | 4 963  | 42,01 / 100,00  | 5,56 | 3 / 7      | 1       |
|                         | Bloco de Esquerda              | 180    | 1,52 / 100,00   | 0,50 | 0 / 7      | Estável |
|                         | Coligação Democrática Unitária | 154    | 1,30 / 100,00   | 0,18 | 0 / 7      | Estável |
|                         | Partido Popular                | 91     | 0,77 / 100,00   | 1,42 | 0 / 7      | Estável |
| Votos Inválidos         | Votos Inválidos                | 348    | 2,94 / 100,00   | 0,58 |            |         |
| Total                   | Total                          | 11 814 | 100,00 / 100,00 |      | 7 / 7      |         |
| Eleitorado/Participação | Eleitorado/Participação        | 21 034 | 56,17 / 100,00  | 0,65 |            |         |

### Santa Cruz da Graciosa
| Partido                 | Partido                  | Votos | %               | +/-  | Vereadores | +/-     |
| ----------------------- | ------------------------ | ----- | --------------- | ---- | ---------- | ------- |
|                         | Partido Social Democrata | 1 328 | 49,28 / 100,00  | 7,86 | 3 / 5      | Estável |
|                         | Partido Socialista       | 1 247 | 46,27 / 100,00  | 9,03 | 2 / 5      | Estável |
|                         | Partido Popular          | 46    | 1,71 / 100,00   | 1,18 | 0 / 5      | Estável |
| Votos Inválidos         | Votos Inválidos          | 74    | 2,74 / 100,00   | 0,01 |            |         |
| Total                   | Total                    | 2 695 | 100,00 / 100,00 |      | 5 / 5      |         |
| Eleitorado/Participação | Eleitorado/Participação  | 3 850 | 70,00 / 100,00  | 1,15 |            |         |

### Santa Cruz das Flores
| Partido                 | Partido                 | Votos | %               | +/-   | Vereadores | +/-  |
| ----------------------- | ----------------------- | ----- | --------------- | ----- | ---------- | ---- |
|                         | Partido Socialista      | 910   | 62,76 / 100,00  | 28,44 | 3 / 5      | 1    |
|                         | Unidos pelo Concelho    | 479   | 33,03 / 100,00  | Novo  | 2 / 5      | Novo |
| Votos Inválidos         | Votos Inválidos         | 61    | 4,21 / 100,00   | 2,25  |            |      |
| Total                   | Total                   | 1 450 | 100,00 / 100,00 |       | 5 / 5      |      |
| Eleitorado/Participação | Eleitorado/Participação | 1 998 | 72,57 / 100,00  | 8,13  |            |      |

### São Roque do Pico
| Partido                 | Partido                        | Votos | %               | +/-  | Vereadores | +/-     |
| ----------------------- | ------------------------------ | ----- | --------------- | ---- | ---------- | ------- |
|                         | Partido Social Democrata       | 1 095 | 49,61 / 100,00  | 0,11 | 3 / 5      | Estável |
|                         | Partido Socialista             | 994   | 45,04 / 100,00  | 1,09 | 2 / 5      | Estável |
|                         | Partido Popular                | 41    | 1,86 / 100,00   | 0,53 | 0 / 5      | Estável |
|                         | Coligação Democrática Unitária | 21    | 0,95 / 100,00   | 0,46 | 0 / 5      | Estável |
| Votos Inválidos         | Votos Inválidos                | 56    | 2,54 / 100,00   | 0,01 |            |         |
| Total                   | Total                          | 2 207 | 100,00 / 100,00 |      | 5 / 5      |         |
| Eleitorado/Participação | Eleitorado/Participação        | 2 900 | 76,10 / 100,00  | 1,66 |            |         |

### Velas
| Partido                 | Partido                        | Votos | %               | +/-  | Vereadores | +/-     |
| ----------------------- | ------------------------------ | ----- | --------------- | ---- | ---------- | ------- |
|                         | Partido Social Democrata       | 1 557 | 47,14 / 100,00  | 3,37 | 3 / 5      | Estável |
|                         | Partido Socialista             | 1 444 | 43,72 / 100,00  | 9,93 | 2 / 5      | Estável |
|                         | Partido Popular                | 153   | 4,63 / 100,00   | 5,47 | 0 / 5      | Estável |
|                         | Bloco de Esquerda              | 29    | 0,88 / 100,00   | 0,20 | 0 / 5      | Estável |
|                         | Coligação Democrática Unitária | 28    | 0,85 / 100,00   | 0,80 | 0 / 5      | Estável |
| Votos Inválidos         | Votos Inválidos                | 92    | 2,78 / 100,00   | 0,10 |            |         |
| Total                   | Total                          | 3 303 | 100,00 / 100,00 |      | 5 / 5      |         |
| Eleitorado/Participação | Eleitorado/Participação        | 4 585 | 72,04 / 100,00  | 2,00 |            |         |

### Vila do Porto
| Partido                 | Partido                        | Votos | %               | +/-  | Vereadores | +/-     |
| ----------------------- | ------------------------------ | ----- | --------------- | ---- | ---------- | ------- |
|                         | Partido Socialista             | 1 307 | 56,95 / 100,00  | 0,70 | 3 / 5      | Estável |
|                         | Partido Social Democrata       | 817   | 35,60 / 100,00  | 1,32 | 2 / 5      | Estável |
|                         | Coligação Democrática Unitária | 73    | 3,18 / 100,00   | 1,66 | 0 / 5      | Estável |
|                         | Partido Popular                | 25    | 1,09 / 100,00   | 0,47 | 0 / 5      | Estável |
| Votos Inválidos         | Votos Inválidos                | 73    | 3,18 / 100,00   | 0,84 |            |         |
| Total                   | Total                          | 2 295 | 100,00 / 100,00 |      | 5 / 5      |         |
| Eleitorado/Participação | Eleitorado/Participação        | 4 536 | 50,60 / 100,00  | 3,31 |            |         |

### Vila Franca do Campo
| Partido                 | Partido                        | Votos | %               | +/-   | Vereadores | +/-     |
| ----------------------- | ------------------------------ | ----- | --------------- | ----- | ---------- | ------- |
|                         | Partido Social Democrata       | 3 077 | 55,39 / 100,00  | 2,78  | 3 / 5      | Estável |
|                         | Partido Socialista             | 2 284 | 41,12 / 100,00  | 11,55 | 2 / 5      | 1       |
|                         | Coligação Democrática Unitária | 63    | 1,13 / 100,00   | 0,43  | 0 / 5      | Estável |
| Votos Inválidos         | Votos Inválidos                | 131   | 2,36 / 100,00   | 0,22  |            |         |
| Total                   | Total                          | 5 555 | 100,00 / 100,00 |       | 5 / 5      |         |
| Eleitorado/Participação | Eleitorado/Participação        | 8 583 | 64,72 / 100,00  | 1,94  |            |         |

### Vila Praia da Vitória
| Partido                 | Partido                        | Votos  | %               | +/-  | Vereadores | +/-     |
| ----------------------- | ------------------------------ | ------ | --------------- | ---- | ---------- | ------- |
|                         | Partido Socialista             | 5 187  | 48,58 / 100,00  | 7,13 | 4 / 7      | 1       |
|                         | Partido Social Democrata       | 4 834  | 45,27 / 100,00  | 2,81 | 3 / 7      | 1       |
|                         | Partido Popular                | 305    | 2,86 / 100,00   | 4,86 | 0 / 7      | Estável |
|                         | Bloco de Esquerda              | 114    | 1,07 / 100,00   | -    | 0 / 7      | -       |
|                         | Coligação Democrática Unitária | 47     | 0,44 / 100,00   | 0,61 | 0 / 7      | Estável |
| Votos Inválidos         | Votos Inválidos                | 191    | 1,78 / 100,00   | 0,08 |            |         |
| Total                   | Total                          | 10 678 | 100,00 / 100,00 |      | 7 / 7      |         |
| Eleitorado/Participação | Eleitorado/Participação        | 17 122 | 62,36 / 100,00  | 1,12 |            |         |